# Jake Woolmore
Jake Woolmore (Hammersmith, Inglaterra, 7 de diciembre de 1990) es un jugador profesional inglés de rugby que se desempeña en la posición de pilar izquierdo en Bristol Bears, equipo perteneciente a la liga Premiership Rugby.

## Carrera
En 2014 comenzó su carrera deportiva con el equipo Exeter Chiefs, en el cual jugó dos temporadas (2014-2016), después pasó a Jersey Reds (2016-2018), luego a Bristol Bears, donde lleva jugando seis temporadas.